# St. Marien (Streufdorf)

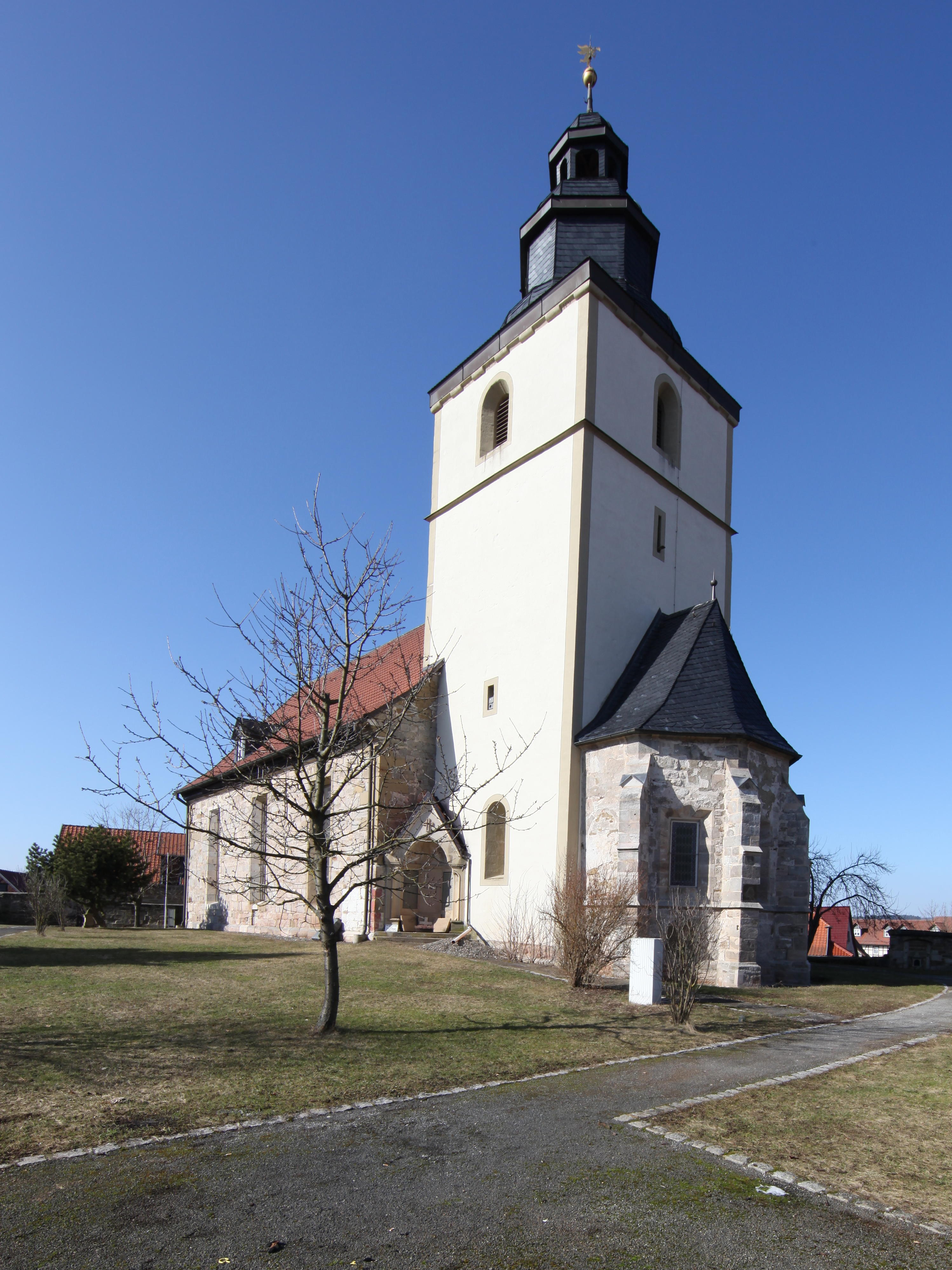
St. Marien in Streufdorf

Die denkmalgeschützte evangelisch-lutherische Kirche St. Marien steht in Streufdorf, einem  Ortsteil der Gemeinde Straufhain im Landkreis Hildburghausen (Thüringen).
Die das Ortsbild prägende Chorturmkirche besteht in ihrem ältesten Teil aus dem heute 33 Meter hohen Kirchturm, der romanische Rundbogenfenster hat. 1570 bis 1578 erfolgte im Osten der rund drei Meter lange und fünf Meter breite Choranbau im spätgotischen Stil. Das fast 18 Meter lange und rund zehn Meter breite Kirchenschiff entstand im Westen in den Jahren 1706 bis 1709. 

## Kirchenraum
Das kassettierte und bemalte Tonnengewölbe ist in seinen Schmuckformen eher ein verspätetes Werk der Renaissance, was auch dem Außenbau entspricht. Indem es den Kirchenraum in ganzer Breite überspannt, kontrastiert es zu der Aufteilung des Kirchraums in drei Schiffe mittels aufwändig gestalteter Holzpfeiler. Die dreiseitige, zweigeschossige Empore hat in den Seitenschiffen andere Brüstungen als an der Westwand. 
Die Orgel, mit einem bemerkenswerten Barockprospekt im zweiten Stock der westlichen Empore stehend, schuf im Jahr 1737 der Hildburghäuser Orgelbaumeister Johann Christian Dotzauer.